# Piosenki kolonistów
Piosenki kolonistów – siódma płyta polskiego zespołu rockowego Variété wydana w 2013 r. nakładem 2-47 Records.

## Lista utworów
| 1. | „Kim”                 | 4:36  |
|    |                       |       |
| 2. | „Piosenka kolonistów” | 4:07  |
|    |                       |       |
| 3. | „Pacyfik”             | 3:40  |
|    |                       |       |
| 4. | „Tarcza”              | 3:22  |
|    |                       |       |
| 5. | „Paść się”            | 4:08  |
|    |                       |       |
| 6. | „Warszawa dwa”        | 3:17  |
|    |                       |       |
| 7. | „Polska B”            | 3:43  |
|    |                       |       |
| 8. | „Przezroczyste lwy”   | 3:51  |
|    |                       |       |
| 9. | „Astry”               | 3:01  |
|    |                       |       |
|    |                       | 33:45 |
|    |                       |       |

## Skład
- Grzegorz Kaźmierczak – głos, teksty, instrumenty klawiszowe
- Marek Maciejewski – gitara
- Marcin Karnowski  – perkusja
- Magda Powalisz – wokal (gościnnie, w: „Kim”[2]

## Literatura
- Paweł Tański, "Chcę wsunąć twarz w trawę miast". O wierszach Grzegorza Kaźmierczaka z płyty "Piosenki kolonistów" zespołu Variete, [w:] Paweł Tański, Nowe sytuacje polskiego rocka. Teksty - głosy - interpretacje, Poznań 2016.